# Plancia (cràter)
Plancia és un cràter amb coordenades planetocèntriques de 63.63 ° de latitud nord i 348.14 ° de longitud est, sobre la superfície de l'asteroide del cinturó principal (4) Vesta. Fa 18.48 km de diàmetre. El nom adoptat com a oficial per la UAI el cinc de febrer de 2014 fa referència a Plancia Magna, una noble romana.